# Bradycardie
Een bradycardie is een hartritmestoornis (stoornis in de frequentie waarmee het hart klopt) waarbij de hartslag minder dan 50 slagen per minuut is. Een bradycardie is meestal niet gevaarlijk. Echter, als er te weinig bloed rondgepompt wordt en het lichaam niet voldoende zuurstof en voedingsstoffen krijgt, kunnen er klachten optreden zoals vermoeidheid, duizeligheid en kortademigheid. Bij gezonde mensen (met name met een goede conditie) kan de hartslag in rust minder dan 50 slagen per minuut zijn.
Een bradycardie kan meerdere oorzaken hebben. Het probleem ligt meestal bij verminderde elektrische geleiding van het hart, waardoor de hartfrequentie ontregeld raakt. Mogelijk oorzaken daarvan zijn littekens op het hart (bijvoorbeeld na een hartinfarct) of een aangeboren hartafwijking.
Een andere mogelijke oorzaak is vergroting van het hart (cardiomegalie), zoals wordt gezien bij een sporthart. In dit geval is de bradycardie normaal en niet gevaarlijk.
Het tegenovergestelde van een bradycardie is een tachycardie (versnelde hartslag).
Ook bij ongeboren en premature baby's wordt bij de bewaking van de hartfrequentie gesproken over bradycardie, maar dan gelden andere waarden. Een ongeboren baby heeft gemiddeld een hartritme tussen de 120 en 160. Meestal geeft een CTG-apparaat of een daaraan verbonden bewakingssysteem zoals MOSOS een alarm bij een hartritme onder de 100 hartslagen per minuut, als dit langer dan 10 seconden aanhoudt. Tijdens de uitdrijving wordt deze ondergrens van het alarm vaak verlaagd tot 80 hartslagen per minuut.